# Lampona murina
Espèce
Synonymes
- Drassus formicarius Urquhart, 1887

Lampona murina est une espèce d'araignées aranéomorphes de la famille des Lamponidae.

## Distribution
Cette espèce se rencontre en Australie au Queensland, en Nouvelle-Galles du Sud, dans le Territoire de la capitale australienne et au Victoria ; elle a été introduite sur Lord Howe, Norfolk et en Nouvelle-Zélande sur l'île du Nord et aux îles Kermadec,.

## Description

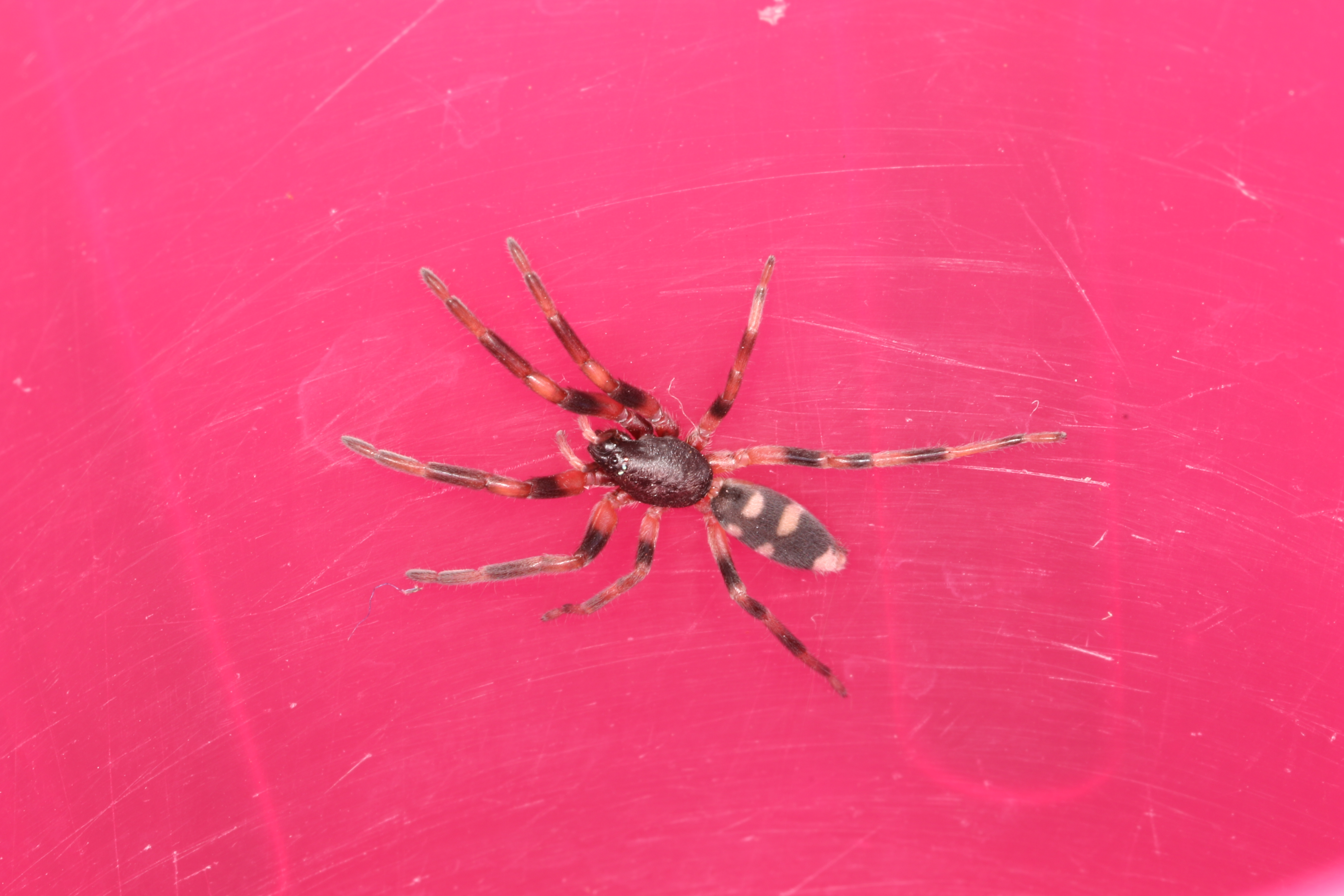
Lampona murina

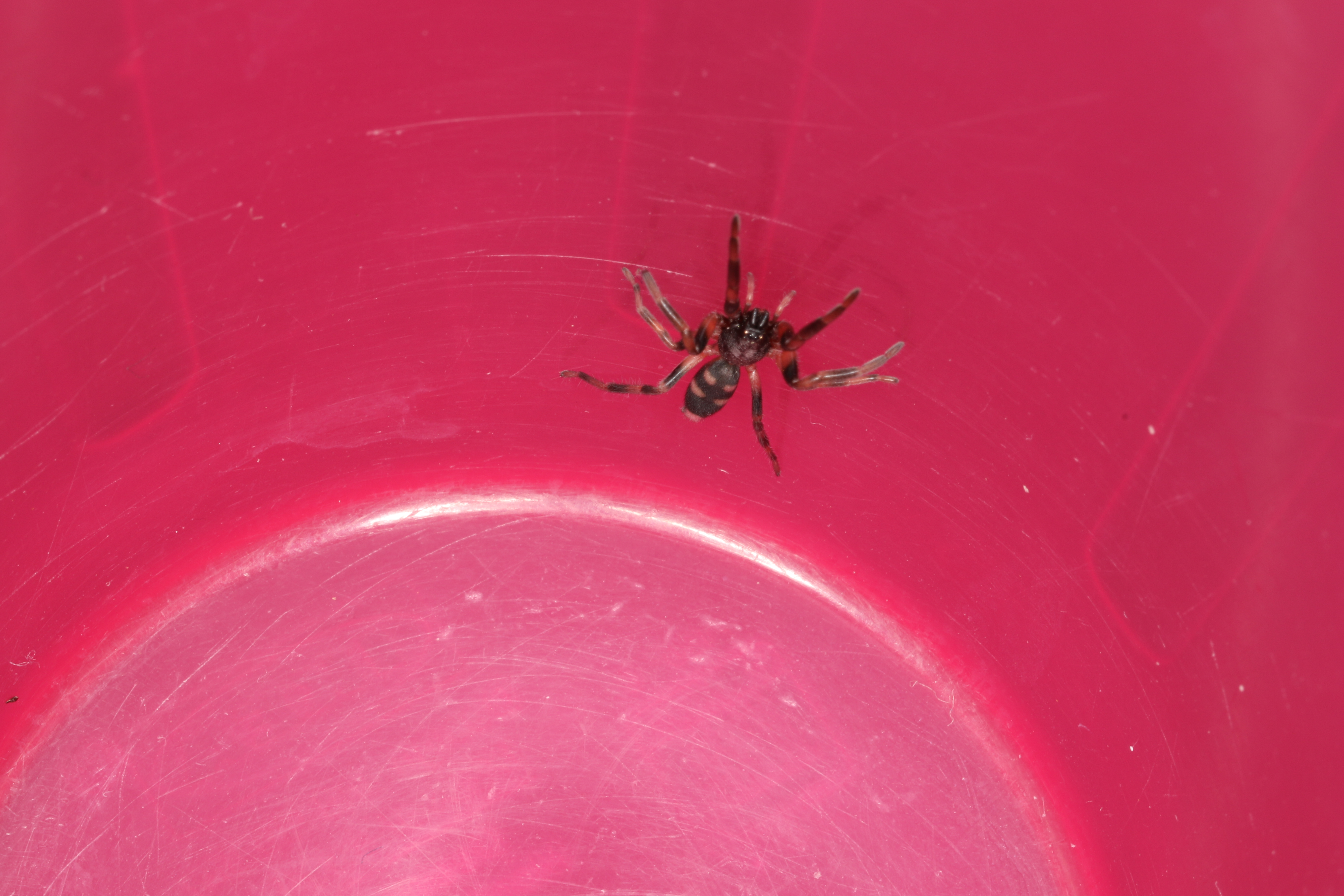
Lampona murina

Le mâle décrit par Platnick en 2000 mesure 9,2 mm et la femelle 12,6 mm.

## Publication originale
- L. Koch, 1873 : Die Arachniden Australiens. Nürnberg, vol. 1, p. 369-472 (texte intégral).